# زمین‌لرزه آمریکا
زمین‌لرزه آمریکا ممکن است به یکی از موارد زیر اشاره داشته باشد:
- زمین‌لرزه ۱ اکتبر ۱۹۸۷ آمریکا
- زمین‌لرزه ۱۹۸۶ آمریکا
- زمین‌لرزه ۱۹۲۵ آمریکا
- زمین‌لرزه ۴ اکتبر ۱۹۸۷ آمریکا